# Jinjirām River
Jinjirām River är ett vattendrag i Bangladesh, på gränsen till Indien. Det ligger i den norra delen av landet, 200 km norr om huvudstaden Dhaka.
Trakten runt Jinjirām River består till största delen av jordbruksmark. Runt Jinjirām River är det ganska tätbefolkat, med 116 invånare per kvadratkilometer.